# 대구서부초등학교
대구서부초등학교는 대한민국 대구광역시 서구 비산동에 있는 공립 초등학교이다.

## 학교 연혁
- 1919년 6월 1일 대구여자공립보통학교(4년제) 개교(장관동)
- 1922년 4월 30일 수업 연한(6년제) 변경
- 1935년 4월 1일 교명 변경(대구남욱정공립보통학교) 및 남녀공학 개편
- 1937년 8월 12일 현 위치로 이전
- 1938년 4월 1일 명칭 변경(대구서부공립심상소학교)[1]
- 1941년 4월 1일 대구서부국민학교로 개칭[2]
- 1996년 3월 1일 대구서부초등학교로 개칭[3]
- 1998년 3월 1일 병설유치원 설립
- 2006년 8월 9일 구암 팜스테이마을 자매결연
- 2006년 9월 5일 방과후 보육교실 개설
- 2007년 10월 5일 어린이 보호구역 개선공사
- 2009년 10월 30일 개축공사 준공식
- 2010년 4월 9일 영어체험실 개관식 및 교훈석 준공식
- 2011년 3월 1일 33학급 편성(특수1)
- 2012년 8월 25일 강당 지붕 교체 공사 실시
- 2013년 2월 15일 제93회 졸업(졸업생 총수 47,392명)
- 2013년 3월 4일 32학급 편성(특수1)
- 2014년 2월 14일 제94회 146명 졸업(졸업생 총수 47,538명)
- 2014년 8월 15일 돌봄교실 1실 추가 구축
- 2014년 10월 23일 병풍담장 학교변천사 환경 조성
- 2015년 2월 13일 제95회 133명 졸업(졸업생 총수 47,671명)
- 2016년 2월 4일 제96회 134명 졸업(졸업생 총수 47,805)
- 2016년 3월 1일 23학급 편성(특수1 포함)
- 2017년 2월 15일 제97회 92명 졸업(졸업생 총수 47,897명)
- 2017년 3월 1일 20학급 편성(특수1포함)

## 학교 상징
- 교화 - 장미 : 착하고 아름답게 꿈을 키우는 서부 꿈동이의 마음을 표현한다.
- 교목 - 향나무 : 굳센 정신을 나타내는 서부 꿈동이의 표상이다.

## 참고 자료
- 대구서부초등학교 - 한국교육학술정보원 학교알리미